# Gonzalagunia stenostachya
Gonzalagunia stenostachya là một loài thực vật có hoa trong họ Thiến thảo. Loài này được (Standl.) W.C.Burger mô tả khoa học đầu tiên năm 1993.